# Naoaki Aoyama
Naoaki Aoyama (født 18. juli 1986) er en japansk fodboldspiller.
Han har spillet for flere forskellige klubber i sin karriere, herunder Shimizu S-Pulse, Yokohama F. Marinos og Ventforet Kofu.